# Khirleppossi
Hirlepposi Melech (en tchouvache : Хирлеппуç Мĕлĕш, Hirleppus Melech ; en russe : Хирлеппоси) est un village de Russie, situé dans le raïon Alikovski, en Tchouvachie. 
Le village est principalement alimenté en gaz. Par Hirlepposi passe la rivière appelé Hirlep. À côté du village pousse une jeune pinière et une forêt mixte. 

## Géographie
Les coordonnées géographiques : 55° 44′ N, 46° 39′ E. Hirlepposi se situe à 6 km à  l’ouest du centre administratif d’arrondissement Alikovo. À côté passe une route nationale Tcheboksary-Alikovo-Krasnie Tchetaï. Les rues : Tsentralnaïa, Komsomolskaïa, Shkolnaïa, Kooperativnaïa, Pereulochnaïa.

## Climat
Climat tempéré avec un hiver froid et un été chaud de longues durées. La température moyenne  en janvier est de −12,9 °C, en juillet de 18,3 °C, la température minimale absolue atteignait −54 °C (1979) et la maximale absolue de 37 °C. Les précipitations moyennes annuelles atteignent 830 millimètres.

## Population
La population est tchouvache[pas clair] – 245 personnes (2006), parmi eux la plupart sont des femmes. En 1859 il y avait 23 cours, 66 hommes et 75 femmes, en 1907  il y avait 482 habitants, en 1926 – 125 et 539 personnes.

## Étymologie
En tchuvach  Хирлеппуç Мĕлĕш –Hirleppus Melech
Suivant la définition fondée par l’étymologie, le mot Hirlepposi vient du nom de la rivière Hirlepp, qui prend ici sa source (pus=la tête, le début). En tchuvach le mot Melech signifie le nom d’un tchuvach non-baptisé, le premier habitant de ces environs. Les villages approximatifs (Torpkassi, Pavluchkan, Novoe poselenie (act. Azamat), Xoravar, Xidekuchkan) ont également en deuxième mot Melech dans leurs noms. Dans l’arrondissement voisin Krasnie Tchetaï se situe un village Melech, fondé par les originaires de ces villages.

## Histoire
À partir de 1927 Hirlepposi faisait partie d’arrondissement Alikovo  jusqu’au 20 novembre 1962 où il a été changé avec l’arrondissement de Vurnary. Le 14 mars 1965 – il s’est  à nouveau inclus  à l’arrondissement d’Alikovo.
En juillet 1774 Pugachov avec son armée passait  à côté du village. Dans les notes écrites en 1907 :
« Pugachov s’est dirigé de Hirlepposi vers l’arrondissement Shumatovo, entre Tougatch et Hirlepposi il y a un grand chêne déjà desséché, connu  dans la population sous le nom de « Chêne de 12 prêtres ». Sur celui-ci 12 prêtres ont été pendus par les chrétiens révoltés. Près de Hirlepposi il y a une «Terre reine » (ĕмпӳ çĕрĕ). La longueur de cette terrain fait 3 verste et une verste de largeur. (НА ЧНИИ, отд. 3, ед. хр. 17, л. 9) »
La première école à Hirlepposi a été ouverte en 1895.

## Communication et moyens d’information
- Communication : «Волгателеком», Би Лайн, МТС, Мегафон. L’internet ADSL est également développé.
- Journaux et revues : Le journal d’arrondissement Alikovo "Пурнăç çулĕпе" - "Sur le chemin de la vie" publié en Tchouvach et Russe

## Personnalités liées à Hirleposi
- Platonov Anatoly Ivanovich – L’administrateur d’arrondissement Alikovo
- Sapozhnikov Gennady Ignat’evich – un scientifique, biologiste-parasitologue.